# Михайловский залив
Михайловский залив (култук Дарджа, Дарджанын бюеры) — залив на восточном побережье Каспийского моря. Находится в Балканском велаяте Туркменистана.
Михайловский залив является узким ответвлением Северного Челекенского залива в его восточной части, вдающимся длинным языком в материк. Иногда на старых картах Михайловский залив обозначает весь Северный Челекенский залив.
С севера залив ограничен полуостровом Дарджа, а с юга полустровом Бугуляр (более крупного полуострова, бывшего острова, Челекен). На востоке залива в нём узкими проливами выделяются заливы Гыраяк и Узынада, между которыми находятся полуострова Гюрюмюл и Хоросанлы. В северной части в залив врезается полуостров Герекмез с одноимённым мысом на южной оконечности.
Глубина до 0,8 м у входа. Вокруг залива распространены пески. Побережье залива совершенно лишено пресной воды, пустынно и безлюдно. Залив усеян множеством отмелей и островов.
Несколько веков назад в Михайловский залив впадал один из рукавов Амударьи. На оконечности Михайловского залива в 1880 году были устроены пристань и укрепление Михайловское, куда направлялись войска и грузы Ахал-текинской экспедиции Михаила Скобелева. Михайловское укрепление служило начальным пунктом Закаспийской железной дороги до его переноса в Узун-Аду. Узкий извилистый фарватер в заливе позволял проходить в глубь залива судам с осадкой до 2 м. Ныне залив обмелел и продолжает заноситься сыпучими песками окружающей его пустыни.
Акватория залива и его побережье входят в Хазарский государственный природный заповедник.